# 仁东控股
仁东控股股份有限公司于1998年在浙江省成立，前身为民盛金科控股股份有限公司，于2018年8月3日因公司股东而改名。现以金融为主要行业，业务范围主要为第三方支付、征信、资产管理、大数据和保险。仁东控股在北上广深等城市设立分公司，并拥有五家成员企业，其中合利宝拥有《支付业务许可证》并展开各类金融活动，并以航空旅游、智慧零售、电商虚拟、教育行业、跨境支付为主营业务。
仁东控股价从2020年11月25日开始连续15个跌停而引发市场强烈关注。

## 历史
沿革仁东控股早期为浙江宏磊铜业有限公司并于1998年在浙江省诸暨市大唐镇开元东路名成立，以铜业制品为主要业务范围并于2011年在深圳上市。宏磊铜业于2016年8月因控股股东(和柚技术集团有限公司变更为内蒙古正东云驱科技有限公司)而变更为民盛金控，并由原来的铜业变更为金融服务业，并将公司地址从深圳变更为北京并持续至今。
国盛金控于2019年因计划收购民众证券被质疑为关联交易，因监管问询函而终止收购。

## 事件
仁东控股于2020年11月20日首次跌停，此前有媒体对仁东控股从2020年至9月末至11月二十日前涨幅达到240%，与此同时半年报却亏损2000万而称为"神仙股"。而在事件发生前夕，仁东控股发生控制权从国资委变更为个人投资者，并且牵涉到15亿元担保诉讼纠纷。而在事件发生后仁东控股的市值从高点的300多亿跌到18日不足百亿，最高跌停封单高达203.3万手，经计算散户人均亏损200万，更有部分投资者因两融业务而倒亏券商200万以上。在经过媒体调查后，认为此次事件与庄家参与融资并操纵股票被捕，券商并按照规定强平所引发的事件。